# پیتری لهتینن
پیتری لهتینن (به انگلیسی: Petteri Lehtinen) (زادهٔ ۱۱ دسامبر ۱۹۷۳) شناگر اهل فنلاند است.